# Eupithecia phyllisae
Eupithecia phyllisae là một loài bướm đêm trong họ Geometridae.